# Valkhof Festival

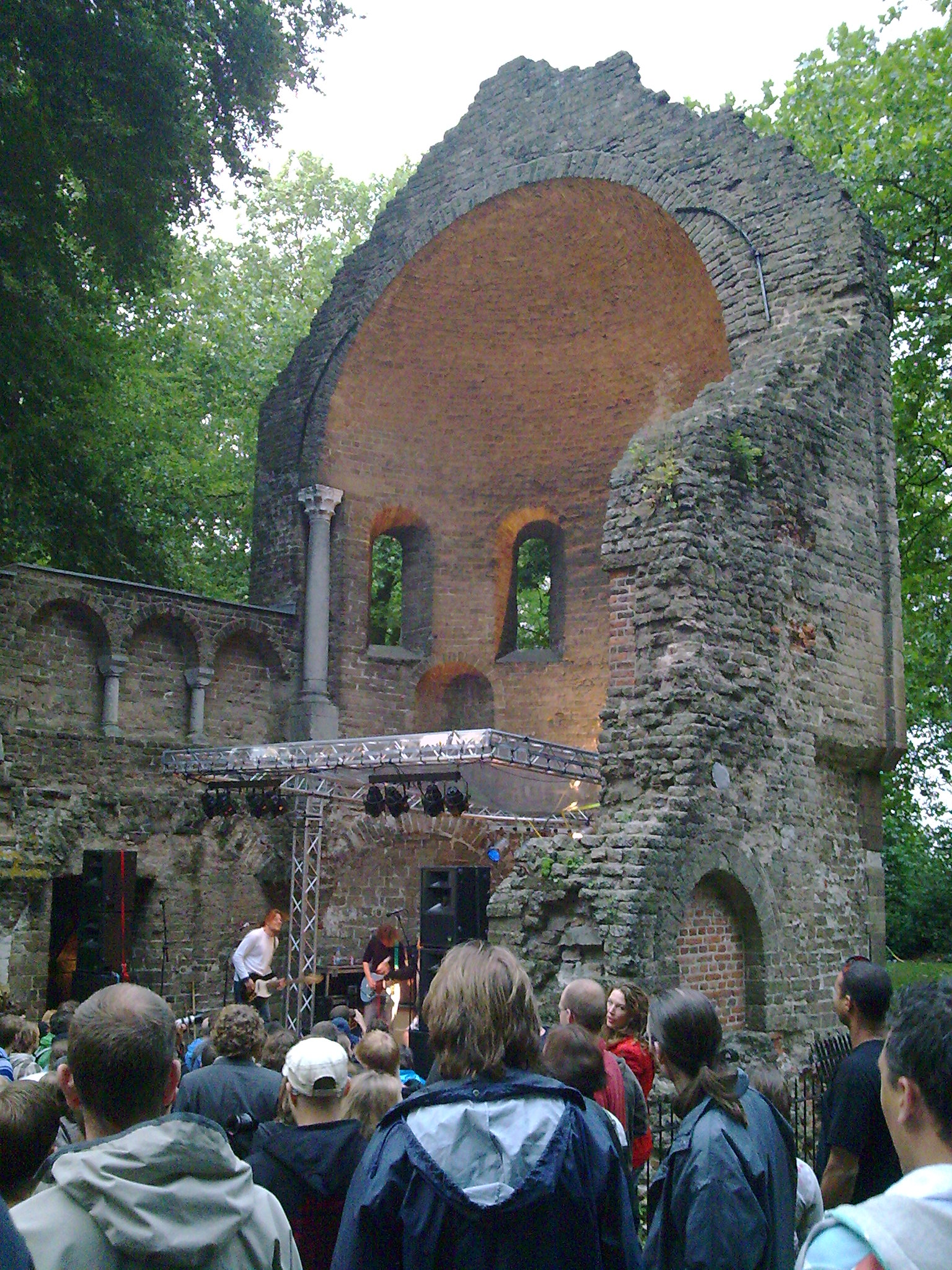
Dead Man Running live in de Barbarossa-ruïne in 2009.

Het Valkhof Festival, voorheen bekend als de-Affaire, is een jaarlijks terugkerend gratis festival dat deel uitmaakt van de Nijmeegse Vierdaagsefeesten. Zowel de Vierdaagsefeesten als het Valkhof Festival vinden plaats tijdens de Nijmeegse Vierdaagse in de derde volle week van juli. 

## Beschrijving
Het festival beslaat twee locaties met daarop verschillende podia: het Valkhof (Arc, Boog, Tuin, Entree en Poort) en het naastgelegen gebied rond de Voerweg (Club Voerweg). Op de eerste locatie worden optredens gegeven met vooral progressieve, indierock, metal en alternatieve muziek, maar ook jazz, latin en experimentele muziek. Op de Club Voerweg wordt het podium iedere dag door een ander lokaal dansfeest overgenomen.

## Edities

### Programma 2021
Door de COVID-19-pandemie kon de reguliere editie van 2021 niet doorgaan. In de plaats werd een eenmalige zevendaagse X Valkhof Festival-editie georganiseerd, vooral in en rond Openluchttheater De Goffert (naast enkele locaties in het centrum van Nijmegen), tijdens de normale festivaldata. Op het programma stonden onder andere SLIFT, Roosbeef, Sylvie Kreusch, Faux Real, Alabaster dePlume, Broeder Dieleman, Niklas Paschburg, 4b2m, Bolis Pupul, Finn Ronsdorf, Hemelbestormer en LUWTEN.

### Programma 2020
Door de COVID-19-pandemie kon de editie van 2020 niet doorgaan.

### Programma 2019
Onder anderen Whispering Sons, Snelle, Crows, Black Midi, Le Motat, Viagra Boys, Jonathan Bree, Amy Root, Zwangere Guy, Rimon, Mattiel, Komodo, The Murder Capital, Alfa Mist, Girlpool, The Ills, Die Wilde Jagd, S10, The Blinders, Donna Blue, De Ambassade, Yin Yin, Benji, Eerie Wanda en Ares.

### Programma 2018
Onder anderen De Likt, Mooon, Clean Pete, Bodega, Jacin Trill, Algiers, Nordmann, Ploegendienst, Stippenlift, Donny Benét, Leafs, Warhola, Linde Schöne, Feng Suave, Chelsea Wolfe, SONS, Kevin Morby, The Mystery Ligths, Korfbal, Paracetamol, Ray Fuego, Cartiez, Waltzburg en Meis.

### Programma 2017
Onder anderen Mister and Mississippi, Aurora, Luwten, Pip Blom, Dakota, Amber Arcades, Declan McKenna, Mario Batkovic, ANBU, Foxlane, Aidan & The Wild, Kevin, Rose Marin, HER, Idles, The Homesick, The vintage Caravan, The Amazons, The Grand East, Conner Youngblood, Francobollo en Anna Meredith.

### Programma 2016
Onder anderen Bazart, Drive Like Maria, Black Bottle Riot, The Common Linnets, Flying Horseman, Sevn Alias, Jo Goes Hunting, Lili Grace, Lucius, John Coffey, Rats on Rafts, Death Alley, Klangstof, Donnerwetter, Loyle Carner, Con Brio, Andy Shauf en Juneville.

### Programma 2015
Onder anderen The Deaf, Kovacs, Intergalactic Lovers, SEF, The Soft Moon, Ben Miller Band, Lost, Oscar, The Womb, Shaemless, Sólstafir, My Baby, Paceshifters, The Growlers, St. Tropez, Cherry Glazerr, Monolord, Donnerwetter, Dead Neanderthals, SOAK, Forever Pavot, Acid Baby Jesus, Pitto en Niek Pronk.

### Programma 2014
Onder anderen Jett Rebel, Pro-Pain, Hallo Venray, M. Ward, Mighty Oaks, Son Lux, David Douglas, Orange Maplewood, Mountain States, Navarone, Thomas Azier, Monomyth, Nick Mulvey, Afterpartees, Falco Benz, Turbowolf, Bells of Youth, Larry Gus, Saint Motel en Poke.

### Programma 2013
Onder anderen Kensington, Jacco Gardner, Ásgeir, Lavalu, Tangarine, Jonathan Wilson, Rødhàd, Puggy, Guild of Stags, Amber Arcades, Camilla Sparksss, Postmodem, Two Gallants, Akron Family, Cashmere Cat, Blackboxred, Moon Duo, Mannheim, White Fence, COELY, Sinkane en Wolvon.

### Programma 2012
Onder anderen Baroness, Drive Like Maria, Will and the People, Fresku, Savages, Bombay, Sharon van Etten, Shaemless, Mala Vita, Ellen ten Damme, Skip & Die, Rats on Rafts, Automatic Sam, Willy Moon, Honningbarna, Sunday Sun, Chagall, Dylan LeBlanc, Barbarella, The Hubschrauber, Molly Nilsson en Locked Groove.

### Programma 2011
Onder anderen Chef' Special, Graveyard, SBTRKT, De Kift, Gers Pardoel, Washed Out, Black Bottle Riot, ESKMO, De Sluwe Vos, BEAR, Eefje De Visser, The Ocean, Dagoba, De Kraaien, Cloud Control, Palmbomen, Yori Swart, Ruben Hein, Sir Yes Sir, Nausica, Stealing Sheep, Smoke Fairies en San Soda.

### Programma 2010
Onder anderen Ben Howard, The Sore Losers, DeWolff, And So I Watch You From Afar, Errors, Los Campesinos!, The Antlers, Darwin Deez, These Are Powers, Shearwater, Dungen, Holly Miranda, Post War Years, Mayer Hawthorne&The County, Sarah Blasko, Beans & Fatback, Clues, The Crookes, Daily Bread, Woost.

### Programma 2009
Onder anderen Barbarella, Blood Red Shoes, Caribou, Cold War Kids, Deerhoof, DeWolff, The Dodos, Drive Like Maria, Go Back to the Zoo, Haunts, Johan, Nisennenmondai, Nobody Beats the Drum, Roosbeef, Selah Sue, St. Vincent en Wintersleep. Optredens Habana aan de Waal onder anderen Beef, Maria de Fatima, Marike Jager, New Cool Collective, Sven Ratzke, Room Eleven.

### Programma 2008
Onder anderen Black Bottle Riot, Black Box Revelation, Boolean, De Staat, Fink, Fuhler/De Joode/Bennink/Moore, Heidevolk, Intero, Late of the Pier, Liars, Lucky Fonz III, Miracle Fortress, The Pedro Delgados, SAT2D, SixNationState, The Subs, Triggerfinger, Why? en Yacht.

### Programma 2007

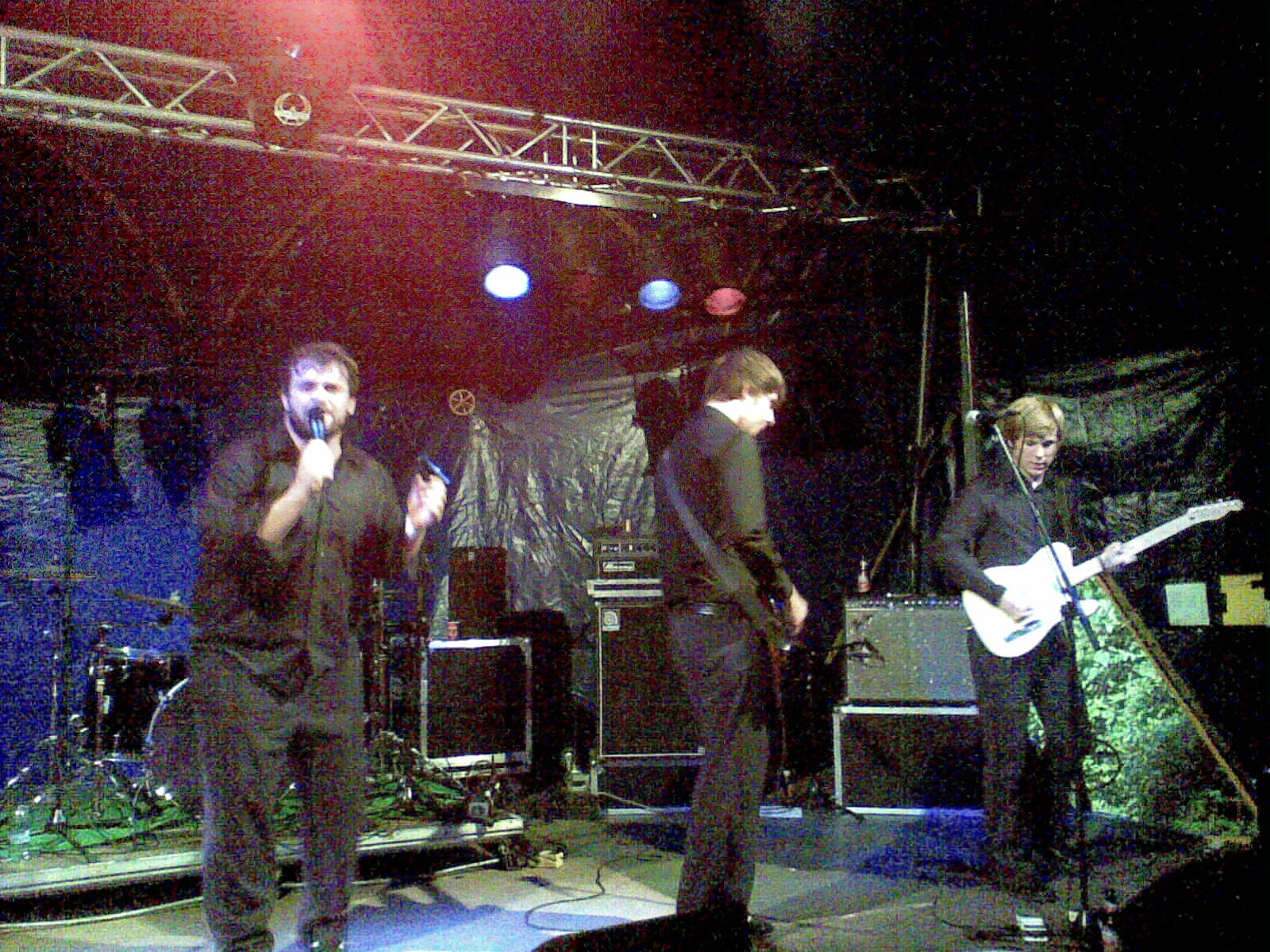
The Audience live tijdens de-Affaire 2007.

Onder anderen Anneke van Giersbergen, C-Mon & Kypski, Das Pop, De Balie, De Staat, Do the Undo, Enge Buren, Herman Dune, Kania Tiefer, Krakow, Darko Esser, Signe Tollefsen, Skip Intro, SoKo, Stijn, Sven Ratzke, Textures, The Audience, The Girls, The Kevin Costners, The Rapture, The Robocop Kraus, The Tellers, To My Boy en Zita Swoon.

### Programma 2006
El Pino & the Volunteers, the Chap, Leaf, Puppetmastaz, Dijf Sanders, Loco Loco Discoshow, We Are Wolves, Battles, Blues Brother Castro, Pien Feith, the Thermals, About, Hospital Bombers en We vs Death, Antwerp Gipsy-Ska Orkestra

### Programma 2005
Alex Smoke, David Gilmour Girls, Electrocute, Furtips, Gone bald, LPG, Roosbeef, Scout Niblett, The Bips, The Boss Hoss, The Pax, The Suicidal Birds, Yes-R / De Jeugd van Tegenwoordig.

### Programma 2004
Onder anderen Absynthe minded, Gem, Ghinzu, H2BE, Jaya the Cat, Millions Of Dead Cops, Misha Mengelberg, Ottoboy, Persil, Kim Prevost / Amina Figarova, Sioen, The Internationals, Zingende Fresia's en zZz.

### Programma 2003
Onder anderen Blues Brother Castro, Frank Antonie, The Sheer, Burma Shave, Trackaddicts, Moordgasten, Baddies en Wilko Terwijn, Jamie Lidell, Jan Vayne en gasten, Mambo Kurt, Peter Pan Speedrock, Spaszmataszm, The Sheer en Wealthy Beggar.

### Programma 2002
Onder anderen Amsterdam Klezmer Band, Eboman, Eek, Leon van der Zanden, Loco Loco Disco Show, Paul de Graaf, Piepschuim, Stuurbaard Bakkebaard en Vive la Fête.

### Programma 2001
Onder anderen Alliance Nord-Sud, Angus Mcdonald, Bauer, Stilts en The Shavers.

### Programma 2000
Onder anderen An Pierlé, Bettie Serveert, B-J Baartmans & special guest JW Roy, Dilana Smith, Meindert Talma, Of No Avail, Olla Vogula, Paul de Graaf, Vive la Fête en Zuco 103.

### Programma 1999
Onder anderen The Firebirds, Gitbox, Godspeed You! Black Emperor, Gorki, Paul de Graaf, Laïs, Say no More, Soul Sucker, Viva Zapata en Wipneus en Pim.

### Programma 1998
Onder anderen Ilse DeLange & Cash on delivery, Metal Molly, Solex en the Beatbusters.

### Programma 1997
Onder anderen De Sjonnies, New Cool Collective, Shaggy en Supersub.

### Programma 1996
Onder anderen De Zingende Fresia’s, Bettie Serveert, Skik en The Lemonbabies.

### Programma 1995
Onder anderen Enge Buren, Chris Thomas, Paulo Freire, De Kift, The Whisky Priests en De Sjonnies.

### Programma 1994
Onder anderen Alcazar en De Sjonnies.